# 哈拉道口镇 (赤峰市)
哈拉道口镇，是中华人民共和国内蒙古自治区赤峰市松山区下辖的一个乡镇级行政单位。

## 行政区划
哈拉道口镇下辖以下地区：
哈拉道口村、川宝地村、太平沟村、大兰旗村、桃池营子村、歪脖子井村、波罗和硕村、郎郡哈拉村、横牌子村和王家地村。

## 交通
- 305国道过境。